# Carolin Meister
Carolin Meister (* 1969 in Stuttgart) ist Professorin an der Staatlichen Akademie der Bildenden Künste Karlsruhe .
Sie studierte Kunstgeschichte, Allgemeine und Vergleichenden Literaturwissenschaft, Romanistik und Philosophie in Berlin und Paris. Von 2001 bis 2003 war sie wissenschaftliche Mitarbeiterin am Institut für Kunstwissenschaft und Ästhetik an der Universität der Künste Berlin, sowie von 2002 bis 2003 am Forschungsprojekt „Archive der Vergangenheit“ an der Humboldt-Universität zu Berlin beteiligt. 2003 promovierte sie am Kunsthistorischen Institut der Freien Universität Berlin. Von 2003 bis 2009 war sie wissenschaftliche Mitarbeiterin am Sonderforschungsbereich „Ästhetische Erfahrung im Zeichen der Entgrenzung der Künste“ an der Freien Universität Berlin. Seit 2009 ist Carolin Meister Professorin für Kunstgeschichte an der Staatlichen Akademie der Bildenden Künste Karlsruhe.

## Veröffentlichungen
- Ghostarbeiter. Über technische und okkulte Medien, hg. gemeinsam mit Laurence A. Rickels, Zürich/Berlin (diaphanes) 2015
- Nachbilder. Das Gedächtnis des Auges in Kunst und Wissenschaft, hg. gemeinsam mit Werner Busch, Zürich/Berlin (diaphanes) 2011
- Die Ausstellung. Politik eines Rituals, hg. gemeinsam mit Dorothea von Hantelmann, Zürich/Berlin (diaphanes) 2010
- Randgänge der Zeichnung, hg. gemeinsam mit Werner Busch und Oliver Jehle, München (Fink) 2007
- Räume der Zeichnung, hg. gemeinsam mit Angela Lammert, Jan-Philipp Frühsorge und Andreas Schalhorn, Nürnberg (Verlag für moderne Kunst) 2007
- Legenden. Zur Sichtbarkeit der Bildbeschreibung, Zürich/Berlin (diaphanes) 2005